# Rodolfo Bodipo
Rodolfo Bodipo Díaz (Dos Hermanas, España, 25 de octubre de 1977) es un exfutbolista y entrenador hispano - ecuatoguineano. Actualmente, es el entrenador de la selección absoluta de Guinea Ecuatorial (con la que fue internacional) y coordinador de sus categorías inferiores.

## Carrera deportiva
Como jugador, ocupaba la posición de delantero. Formado en el Dos Hermanas Club de Fútbol de su localidad natal, Bodipo pasó por todas las divisiones nacionales de España. Logró dos ascensos: uno en 1998 con el Hellín Deportivo, pasando de Tercera División a Segunda División B, habiendo sido pieza clave en el playoff; y el otro en 2002 con el Racing de Santander, pasando de Segunda División a Primera División. Racing de Santander, Deportivo Alavés y Deportivo de La Coruña fueron sus equipos en la máxima categoría del fútbol español. Su única experiencia de clubes fuera de tierras ibéricas se dio en la Liga I de Rumania, donde defendió al Vaslui, pero solo duró un mes, tras lo cual regresó a España donde pasó los últimos años de su carrera como jugador. Se retiró en 2013 tras haber militado en el Xerez CD de la Segunda División.
En marzo de 2017, se convierte en entrenador del Atlético Mancha Real de la Segunda División B de España

## Trayectoria como jugador
Jugó en el CD Isla Cristina hasta que en diciembre de 1998 por problemas económicos de su club fichó por el Recreativo de Huelva. Debutó con su nuevo club el 20 de diciembre de 1998 en un partido contra el Atlético de Madrid B. En la temporada 1999-2000 fue el máximo goleador del club Decano con 6 goles.
En 2001 fichó por el Racing de Santander. Esa temporada consigue el ascenso a la Primera división de la liga española de fútbol con este equipo. 
Debutó en Primera división el 31 de agosto de 2002 con resultado de Racing de Santander 0-1 Valladolid CF. En su última temporada con el Racing jugó 20 partidos como titular y marcó 7 goles.
En 2004 fichó por el Deportivo Alavés consiguiendo el ascenso a Primera división esa misma temporada, disputando 38 partidos como titular y marcando 16 goles.
En 2006 fichó por el Deportivo de La Coruña pero se perdió toda la temporada por una lesión.
En la temporada 2011-2012, al no contar con la confianza de su entrenador y debido a la lesión que sufrió en la Copa de África, gozó de menos de 100 minutos. Pese a todo, en el último partido de la temporada contra el Villarreal B, marcaría el único gol del partido, otorgándole la victoria y el récord de puntos de Segunda División al Deportivo (91), que había certificado su ascenso la semana previa.
El 31 de enero de 2013 rescinde su contrato con el Deportivo, para fichar por el Xerez CD el 27 de marzo.

## Selección nacional
Ha sido internacional con la selección de fútbol de Guinea Ecuatorial disputando al menos 12 partidos reconocidos por el calendario de la FIFA, en los cuales marcó cuatro goles, el último de ellos el 9 de septiembre de 2008 ante Sierra Leona por la Clasificación de CAF para la Copa Mundial de Fútbol de 2010.
De madre ecuatoguineana y padre español, Bodipo representó en el plano internacional a Guinea Ecuatorial, selección que le designó como su capitán toda vez que fue convocado. Hizo su debut en 2003 y jugó su último partido en 2013 contra, casualmente, España, si bien este partido fue posteriormente borrado del registro de la FIFA puesto que el árbitro era ecuatoguineano y no de un tercer país.

## Clubes

### Como futbolista
| Club                               | País    | Año       | Partidos (Liga) | Goles (Liga) |
| ---------------------------------- | ------- | --------- | --------------- | ------------ |
| Club Deportivo Isla Cristina       | España  | 1998      | 8               | 1            |
| Real Club Recreativo de Huelva     | España  | 1998–2001 | 95              | 22           |
| Real Club Recreativo de Huelva "B" | España  | 1999      | 1               | 0            |
| Real Racing Club de Santander      | España  | 2001–2004 | 81              | 27           |
| Deportivo Alavés                   | España  | 2004–2006 | 74              | 23           |
| Real Club Deportivo de La Coruña   | España  | 2006–2013 | 90              | 12           |
| Fotbal Club Vaslui (cedido)        | Rumania | 2010      | 3               | 0            |
| Elche Club de Fútbol (cedido)      | España  | 2010–2011 | 24              | 1            |
| Xerez Club Deportivo               | España  | 2013      | 10              | 1            |

### Como entrenador
| Club                               | País              | Año       |
| ---------------------------------- | ----------------- | --------- |
| Atlético Mancha Real               | España            | 2017      |
| Guinea Ecuatorial (2.º entrenador) | Guinea Ecuatorial | 2019-2020 |
| Guinea Ecuatorial Sub-21           | Guinea Ecuatorial | 2020-     |